# Saffo e Alceo
l'amorosa passione per Saffo intonando sulla cetra,  

tu lo sai: il poeta amò quell'usignolo»
(Ateneo di Naucrati, Deipnosofisti, libro XIII, trad. Maria Luisa Gambato)
Saffo e Alceo (Sappho and Alcaeus) è un dipinto ad olio su tela (66x122 cm) realizzato nel 1881 dal pittore Lawrence Alma-Tadema e conservato al Walters Art Museum di Baltimora.

## Descrizione
Il dipinto rappresenta un'esibizione del poeta Alceo di Mitilene, che recita i suoi versi accompagnandosi con la cetra. Tra il pubblico ci sono quattro fanciulle e la poetessa Saffo, che ascolta rapita tendendosi in avanti e appoggiando il braccio su un cuscino su cui è riposta una corona di alloro. Lo scenario è ispirato al Teatro di Dioniso ad Atene, ma incisi sugli scalini non ci sono i nomi di importanti cittadini ateniesi, bensì quelli delle amiche di Saffo. Sullo sfondo si scorge uno scorcio del Mar Egeo.
Il quadro va ad illustrare un episodio descritto dal poeta Ermesianatte e riportato da Ateneo di Naucrati nel XIII libro dei Deipnosofisti.

## Storia
Saffo e Alceo fu esposto per la prima volta alla Royal Academy nel 1881, dove ottenne il plauso della critica. La tela fu acquistata dall'imprenditore americano William Thompson Walters e fu ereditata dal figlio Henry Walters, che donò l'opera al Walters Art Museum alla sua morte nel 1931.